# Веселова, Александра Михайловна
Алекса́ндра Миха́йловна Весело́ва (укр. Олександра Михайлівна Веселова; 17 августа 1939, с. Колотиловка, Курская область — 20 июня 2015, Киев, Украина) — советский и украинский историк, исследовательница истории Украины XX века, специалист по изучению сталинизма и украинского общества, голода 1932—1933 и 1946—1947 годов в пределах территории Украины и ареала расселения украинцев, деятельности ОУН и УПА. Заслуженный работник культуры Украины (2005).

## Биография
Родилась в селе Колотиловке Краснояружского района Курской области (ныне — в Краснояружском районе Белгородской области). Девичья фамилия — Погорельцева. Окончила Днепропетровское педагогическое училище, работала в школе. Затем в 1965 году окончила Киевский государственный университет. В 1965—1970 годах работала в Киевском государственном университете и Президиуме АН УССР. С 1970 года — младший научный сотрудник, с 1984 года — старший научный сотрудник отдела современной истории Украины, в 1998 года — старший научный сотрудник отдела истории Украины 20-30-х годов XX века Института истории Украины НАН Украины.

## Научная деятельность
В 1982 году, под руководством доктора исторических наук А. В. Санцевича, защитила кандидатскую диссертацию на тему «Подготовка и воспитание квалифицированных кадров рабочего класса в системе профтехобразования УССР (1966—1970 гг.)».
Редактор и ответственный за выпуск десяти сборников документов, свидетельств очевидцев голода 1930-х и 1940-х годов и материалов научных конференций: «Голод-геноцид 1933 года в Украине: историко-политологический анализ социально-демографических и морально-психологических последствий» (Киев, Нью Йорк, 2000).
Автор 24 статей в Энциклопедии истории Украины.
Участвовала в написании коллективных трудов:
- История Украинской ССР, т. X (К.: 1985)
- Историография истории Украинской ССР (К.:1986)
- Історія Києва, 2 кн., 3 т. (К.: 1987)
- Развитие социальноклассовой структуры населения Украинской ССР (60-80-е годы)-(К.: 1988)
- Україна незалежна: час випробувань, сподівань. (К.:1993)
- Україна незалежна: сторінки історії (Донецьк — Київ, 1995)

### Избранные труды
- Веселова О. Відданість Україні: труди й дні Маріяна Коця (укр.) // Проблеми історії України: факти, судження пошуки. — Київ: Ін-т історії України НАН України, 2011. — № 20. — С. 325—334.
- Веселова О. Голодомори 1930-х і 1940-х рр. в Україні: схожість і відмінність (укр.) // Проблеми історії України: факти, судження пошуки. — Київ: Ін-т історії України НАН України, 2012. — № 21. — С. 188—194.
- Веселова А. М. Молодая смена рабочего класса : Подгот. рабочих (в системе профтехобразования УССР). — Киев : Наукова думка, 1983. — 117 с.
- Веселова А. М. Подготовка и воспитание квалифицированных кадров рабочего класса в системе профтехобразования Украинской ССР (1966—1970 гг.) : Автореф. дис. … канд. ист. наук. — Киев, 1982. — 24 с.
- Веселова О. Свідчення очевидців Голодомору 1932—1933 pp. в Україні як джерело дослідження його причин та наслідків (укр.) // Проблеми історії України: факти, судження пошуки: Міжвідомчий збірник наукових праць. — Київ: Ін-т історії України НАН України, 2010. — № 19. — С. 82—98.